# イチダントアール
イチダントアールは、セガから発売されたミニゲーム集のテーブルゲーム。『タントアール』の続編である。
1994年に業務用のゲームとして発売。後にメガドライブ、ゲームギア、セガサターン、PS2、Nintendo Switchに移植されている（各機種版の詳細な情報は#他機種版を参照）。
なお、正式タイトルは「イチダントア〜ル」だが、「イチダントアール」と表記されることが多い。

## 概要
プレイヤーは騎士エラン（1P側）とデポン（2P側）となり、姫をさらった魔王ボス・アダーを追いかけるため、20種類のミニゲームに挑戦しながら道中を進んでいく。ミニゲームでミスをすると手持ちのライフが減り、無くなるとゲームオーバー。途中参加、コンティニューも可能で、コンティニューするとゲームの難度が下がったりタイムが大幅に増えた状態で再開できる。前作同様、業務用は全4ステージ構成。
プレイするミニゲームは無作為に選ばれた4つの選択肢の中から、ルーレットで決定する。ただし前作と異なり、一度遊んだミニゲームは次のステージに進むまでは選択肢に出てこなくなる。本作でのノルマは3、5、7の奇数のみの設定で、前作のような2人プレイでの同数ノルマクリアによる引き分けはない。2人プレイでは多くノルマをクリアしたプレイヤーが次のゲームを選ぶ。また、選択肢にはLucky（ラッキー）パネルが含まれている場合があり、選択すると選んだプレイヤーのライフが1つ回復する。この場合、挑戦するミニゲームはランダムでそのステージで未選択のゲームの中から無作為に選ばれる。　
前作と画面構成が異なり、ライフやノルマ表示はすべて画面上に集約されている。タイムの左右にあるゲージは黄色で、5秒になると赤くなる。

## ゲームの種類
全て制限時間がある（例外あり）。ゲーム名の多くは、『タントアール』同様、何らかのパロディかダジャレである。デモ画面では12のゲームしか表示されず、表示されない8ゲームは秘密のゲーム扱いである（アーケード版とメガドライブ版では組み合わせが異なる）。
まサカナ？
たくさんの魚（魚に限らない海の生物）が泳いでいる画面を見て、画面内に何匹魚がいるかを当てる。選択肢は6〜15の10択。出てくる生物は様々であるが、ミジンコやイカ、クラゲ、人魚も登場する。業務用では制限時間に余裕がない（標準設定時で、ノルマ7の際は4秒しかない）ので、まとめて数えないと間に合わない。登場する生物によって動きが違うため、画面に登場した瞬間に数えるのがコツ。
ゲームギア版には収録されていない。
せんべい焼くべえ
数枚の煎餅をときどき裏返しながら焼いている場面が表示される。この中に1組だけ表裏の模様が一致する煎餅のペアがあるので、模様を良く見てそのペアを当てる。模様は4種類（無地・ごま・大海苔・小海苔）ある。最初の問題は3枚現れ、正解すると次の問題は5枚、7枚（最大）と増えていく（ミスすると2枚ずつ減って再開）。携帯アプリ版、PS2版には1枚で表裏同じ模様の煎餅（表が大海苔・裏も大海苔）が登場し、さらにPS2版では極端に制限時間が短くなっており、難度が高くなっている。
ゲームギア版には収録されていない。
ロイヤル猿〜ン
アクションを取っている猿が描かれた12枚のパネルが表示される。これらは同じアクションのものが2枚ずつ6組のペアになっているので、猿の動きを良く見て、ペアのパネルを神経衰弱の要領で取っていく。猿の動きは8種類でこのうち6種類がランダムで選ばれる。違う猿同士を選ぶとミスになるが、問題はそのまま続く。この猿はアーケード版の『テトリス』（セガ・エンタープライゼス）の猿をモチーフとしている。両手を上げている猿の判別が紛らわしい。
入れカエル！
4枚のハスの葉の上に大中小の3サイズのカエルが乗っているので、カエルを1匹ずつ移動させて、黄色いカエルを黄色いハスの葉の上に全員集める。ただし、カエルは自分より小さいサイズのカエルに乗ることができない。また、障害物ではあるが動かすことができる灰色のカエルも1〜3匹現れる。数学パズル「ハノイの塔」がモチーフ。
二酸化ガンマン
西部劇風の舞台のいくつかの場所を撃ち抜く様子がまず表示されるのでその内容（場所と順番）を覚えて、見本と同じ順番で同じ場所を銃型のカーソルで選んでボタンで順番に撃ち抜く。見た目は大きく異なるが、前作『タントアール』の「アニマルサウンドシャワー」と基本的に同じ内容。撃ち抜かれる場所は看板、窓、扉、樽、木箱、サボテン、階段などで、撃ち抜かれた場所はそのまましばらく跡が残っているので、「アニマルサウンドシャワー」よりは覚えやすい。業務用の制限時間は固定で10秒。
ゲームギア版には収録されていない。
奥様は窓
窓の上に男性と女性のシルエットが高速移動して表示されるのを見た後、最後に女性のシルエットが表示された窓がどこだったのかを当てる。前作『タントアール』の「忍者どこじゃ?」と基本的に同じ内容だが、選択肢は忍者よりも3つ減って15ヶ所。ゲームスタート時のカーソル位置を1P・2Pとも同じにして不公平にならないようにレイアウトが改良されている。オレンジ色の男性のシルエットはダミーで、その窓を開けるとミスになる。PS2版では女性・男性のシルエットが両方とも黄色のためアーケード版よりも見づらくなっているが、その代わりに素早い動きが多少緩和されて難易度が調整されている。業務用の制限時間は固定で5秒。
このゲームはデモ画面では紹介されない。
きかんしゃトーマラズ
線路の上を汽車に、順番に表示されるコインを拾わせる（4〜6枚　PS2版では2～7枚　メガドライブ版フリーモードでは最大8枚）。機関車は自動で走行するので、プレイヤーは8箇所にある紫色の線路のポイントを切り替えながら汽車の先回りをして進行方向をうまく調整することにより、汽車が線路上のコインを集められるように誘導しなければならない。先述の通りコインは1枚ずつ表示され、獲得するまで次のコインが表示されないようになっているが、2人プレイ時でも双方同じ場所に設定されるため、先に獲得したプレーヤーのフィールドに表示されるのを見て判断することはできる。
だんだ団子
大小の団子がバラバラに跳ねているので、タイミングよく串を伸ばして、小さい団子から順に串に刺していく（小さい順でしか刺さらないルールになっている為、先に大きな団子は刺すことが出来ない）。また団子の弾むスピードはランダムなので慣れが必要である。成功すると背景の浮世絵の女性が微笑む。業務用では串に全ての団子を刺した時点ではまだクリアにならず、その串団子が再度表示されて皿の上に置かれる時点でクリアになるため、場合によっては全ての団子を刺した瞬間とタイムオーバーが重なると、皿の上に団子が乗ってもミスになってしまう。
アーケード版では、ステージ2の2人目において標準設定時10秒に対してHARD設定時の方が11秒、ステージ3の1人目では標準設定時9秒に対してHARD設定は10秒と多くなっており、タントアールシリーズ全ゲームでも稀な逆転現象が存在する。PS2版は制限時間がかなり長めに設定されている。
ゲームギア版は、団子の大きさが全て同じ大きさになっている。
銭形 Hey judo
たくさんの建物と道が描かれたマップが表示され、その中のあるルートを通ったときに通過する建物の順番が画面上に表示される。その表示を見て、マップの中からそのルートに該当する部分を当てる（最初に通過する建物を指定して回答）。建物は城（青）、屋台（黄色）、倉（白）、鳥居（赤）、団子屋（オレンジ）の5種類で、マップによっては同じ建物が2つ続けて並んでいたり、1つずつ交互に並ぶ配置がある。前作『タントアール』の「スロットなブギにしてくれ」の流れをくむゲームであるが、選択肢の数こそ少ない（スロットの半分もしくはそれ以下）が、スロットにはなかった斜め方向や逆方向（右から左、下から上）もあるため、やや難しくなっている。
ゲームギア版には収録されていない。
飛ぶっ巣
鳥を操作して、ムササビをよけながら、りんごをすべて集めて巣へ行く。レバー左右で移動、ボタン連打で上昇する。ムササビに当たると鳥は一番下まで落下して一定時間動けなくなるが、落下しながらでもりんごを取ることは可能。りんごは最大で11個になる。PS2版はこれまでの機種と操作感覚が異なるので注意。業務用では1P側・2P側ともに同じリンゴの色だが、メガドライブ版などの家庭用では1P側リンゴが青くなるなど、プレイヤーの色に合わせて表示される。
取ってクレーン
金のつぼとガラクタのつぼが積み上げられた状態で、クレーンを操作して金のつぼを全て集める（3〜5個）。レバーでクレーンを操作し、ボタンでクレーンが上下に動いてつぼを掴む。掴んだ状態でボタンを押すとその場所の下に置くので、これを繰り返しながらガラクタのつぼをどかして金のつぼだけを画面端のケースに集める（1P側は左、2P側は右　金のつぼを掴んだ状態でケースの上でボタンを押せばOK）。ただし、金のつぼがどこにあるかは冒頭にだけ表示され、クレーン操作はツボが置かれた部分がシルエットになった状態で行う。
デートなUFO
照準を操作して、画面内をランダムで飛び回るUFOに弾を当てるシューティングゲーム。UFOのライフ（規定数）が表示されるのでその数（5〜9　メガドライブ版のフリーモードでは4の設定もある）だけ弾を当ててUFOを破壊する。発射してから照準の位置まで弾が到達するのに時間がかかる（PS2版はさらに遅い）ので、UFOの動きを先読みして弾を撃つのがコツ。自分と同じカラーのUFOしか撃つ事が出来ない。メガドライブ版は当たり判定がやや広いため弾を当てやすくなっている。
タイトルコール「デ〜イ〜ト〜ナ〜ユー・エフ・オー」の歌声は、『デイトナUSA』の作曲・歌手でもある光吉猛修が担当している。
このゲームはデモ画面では紹介されない。
ゲームギア版には収録されていない。
移るんです Hoy
ワープゾーンがたくさん入った迷路の中で、キャラクターを操作してゴールへ行く。前作『タントアール』の「迷い道くねくね」の姉妹編。パネルの配置はある程度決まっていて、それと仕切り壁との組み合わせで迷路が構成されている。問題によっては同じ記号のパネルが4枚出てきたり、ノルマ7の高難易度でしか登場しない記号もある。稀に最初の部屋からゴールの部屋に直通するパネルが配置されていることもある。メガドライブ版、PS2版は業務用に比べるとワープ速度が速い。アーケード版は1マス分動くたびにレバー入力する必要があるが、メガドライブ版は方向キーを入れたままで連続で動ける（ワープ中に押したままにしておけばワープ完了後にすぐ動いてくれる）。PS2版は、問題の難易度が若干低くなっている。
このゲームはデモ画面では紹介されない。
私の通過待ち
最初に11〜30名の人が乗った電車がホームを通過する様子が表示される。通過後に乗客が何人乗っていたかを回答する。電車が通過するのは1回だけで、問題が進むと電車が速くなって車内も混みあってくるので、数え方に工夫が必要である。動体視力系のゲームでは珍しく、制限時間は8秒ある。電車は京急をイメージしたもの（赤に白いライン）であり、ホームは地下化される前の大鳥居駅（セガ本社の最寄り駅）がモデル。
ゲームギア版には収録されていない。
Nintendo Switch版では冒頭でゲームタイトルを「私の城下町」の替え歌を歌う場面が削除されている。
振り振り天国
4人のバッターが打撃練習をしている様子を見た後、最も多く球を打ったバッターが誰かを当てる。空振りもあるので、バッターが打ち返す動作を見てカウントするより、打ち返されて大きく見える球を数える方が確実。また、逆手にとって、空振りの数を数えて少ないバッターを選ぶ方法もある。業務用は常に5球から始まり、正解するごとに1球ずつ増えていく（ノルマ7までノーミスで正解すると最大11球）。業務用の制限時間は固定で5秒。メガドライブ版も同様だが、稀に全く球に当たらないバッターが設定されるのでその際は正解しやすくなっている。
このゲームはデモ画面では紹介されない。
ゲームギア版には収録されていない。
一番削り
レバー（方向キー）を時計回りに素早く回して（連続して押して）、鉛筆を削る。「けっこう毛だらけコケコッコー」と違い、1回につきノルマがひとつ減るようになっているため制限時間が短く（標準設定で、ステージ3の2人目から4秒　これはシリーズで初めて登場した最短タイム）なるのでシビアになっている。鉛筆の長さはランダムで、画面の端まで届くような長い鉛筆が出ることもある。ミスしても難易度が下がらずに続けて長い鉛筆が出ることもある。
メガドライブ版では「ABボタンを交互に連打する」という操作方法に変更されている。
ゲームギア版には収録されていない。
チキチキ・チキンレース
高速で走行する車がブレーキゾーンに入った瞬間を狙い、タイミングよくボタンを押して車をうまく停止させる。制限時間は20秒だが、このゲームのタイマーはダミーで、減ることは無い。前作『フォトショック』に似ているが、こちらはチャンスが一度しかないのでやり直しがきかない上、タイミングのポイントになるブレーキゾーン（『フォトショック』のファインダーに該当）が狭くなるので格段に難しい。車にもよるが、崖側なら前輪が半分以上、手前なら1ドットでも重なっていれば成功。車は乗用車・バギー・クラシックカー・モンスタートラック・レーシングカーなどがある。『フォトショック』とは逆に、車は常に左から右方向に進む。
このゲームでは他のゲームのようにミスをしても難易度が下がらずにブレーキゾーンが狭いままやり直しになることもある。
2人プレイ時に片方のプレイヤーが成功して片方のプレイヤーが失敗した場合、失敗したプレイヤーはライフを失ってしまう。両方とも成功した場合は、崖に近い方が「Very Good!!」となり、ノルマを1つ消化した扱いになる。
このゲームはデモ画面では紹介されない。
ゲームギア版には収録されていない。
くっ月ロケット
画面端にロケットの部品が表示されるので、部品の接合部分を見て空白の部分に合ったパーツを選択肢の中から探し、ロケットを完成させる。違う部品を選ぶとミスになるが問題はそのまま続行する。『タントアール』の「わくわくロボット工場」のアレンジ的内容。最高難易度では、2連続でパーツが抜け落ちている難問が出題される。業務用では選択肢が35択だが、家庭用などの4人用では選択肢が減って25択になる。
このゲームはデモ画面では紹介されない。
ゲームギア版には収録されていない。
カンオケBOX
さまざまな色・大きさ・マークの入ったカンオケの列の中から、画面中央のヒントに書かれた条件に合ったものを探す。前作『タントアール』の「3ヒントパネルを探せ」と似た内容。正解するとドラキュラが出てきて、コウモリになって逃げていく（海外版では炎に包まれて消える）。なお、稀にヒントに該当するカンオケが2つあったり、業務用ではステージ4のノルマ7の状態で6問目までノーミスで正解した直後の7問目がバグで正解のカンオケを選んでもミスになったり、最悪の場合ゲーム続行不可能になるバグがある。マークは円形、三角形、四角形、六角形、波形の5種類で、色は黄、赤、青、緑、紫の5種類。大きさは大小の2種類。
このゲームはデモ画面では紹介されない。
ゲームギア版には収録されていない。
ベートー弁当・う〜運命
画面上に表示されるコマンドを一定回数入力して、ベートーベン似の指揮者を操作する。BGMも『運命』のアレンジとなっている。コマンドは矢印がレバー方向を示しており、最後にボタンを押すとそれで1回分の入力になる。違う方向にレバーを入れたり、ボタン部分でレバーを入れるとその回は最初からやり直しとなりタイムロスになる（この時点ではライフは減らない）。コマンドには矢印のパターンに法則があり、中には「コナミコマンド」（上、上、下、下、左、右、左、右）が登場することもある。PS2版では入力回数が全て3回で固定されており、パターンが若干異なる。
業務用ではコマンド入力が規定回数に到達した時点でノルマ消化になるが、メガドライブ版は指揮が終わった後にノルマ消化となる。
このゲームはデモ画面では紹介されない。
ゲームギア版には収録されていない。
大斬り（GGのみ）
ゲームギア版オリジナルのゲーム。侍を操作し、4方向に出現する藁を制限時間内に、指定された数だけ斬る。人形はダミーであり、間違って斬ってもライフが減る事は無いが多少の時間ロスとなる。
撃たなアカン（GGのみ）
ゲームギア版オリジナルのゲーム。5個の空き缶を、動くカーソルを見てタイミング良くボタンを押して全て撃ち落とす。カーソルの動きは様々で、ゲーム開始前に1度だけ動きを覚えるチャンスがある。
ズバリはめまショー（GGのみ）
ゲームギア版オリジナルのゲーム。上に4つの欠けたブロックが出現し、4つ全てのブロックが長方形になる組み合わせの破片を探し当てる。上側の破片は左から順番に表示され、同時に見る事は出来ない。
君はバラバラ（GGのみ）
ゲームギア版オリジナルのゲーム。左側に表示されるイラストが、右側には9分割でバラバラに表示される。右側のバラバラのイラストの一番右下が?マークで隠されており、それが左側の正しいイラストのどの部分なのかを当てる。
ボーナスステージ（ステージ1〜3終了後）
ボタンでジャンプ（押している時間で高く飛べる）しながら、浮いているドル袋を集める。10個取ればライフが1つ増える（2人プレイではドル袋の多い方だけライフが増える。10以上の同じ数だと両方のライフが増える）。飛んでくる泡に捕まると一定時間操作できなくなるが、この間もドル袋と同じ高さにいる場合に限って獲得することが出来る。どんなに低い位置にドル袋があってもジャンプしないと獲得できない。
ファイナルステージ（GGのみ）
ゲームギア版のみ、後述のラストゲームの前に発生する。暗闇の部屋を進んで行き、60秒以内に爆弾がある部屋にたどり着けばクリア。途中に「TRAP!」と書かれた部屋が存在し、そこではランダムでミニゲームをプレイする（ノルマは全て1）。制限時間はミニゲームをプレイしている時間も含まれるため、ミニゲームは出来るだけ時間をかけずにクリアするのが重要となる。
ラストゲーム
ボスの攻撃（魔法の火）をよけながらボタンで武器をスイングし、制限時間20秒以内にボスの乗っている台をたたきこわせばクリア。ボス・アダーの仮面を主人公が真っ二つに割って、エンディングとなる（なお、ボス・アダーの正体は前作で脱獄した囚人に似た顔である）。火に当たると一定時間動けなくなり画面の端方向に戻されるが、火に当たってもライフは減らない。

## アーケード版の特徴
- 『タントアール』と同じ、1本のレバーと1つのボタンだけの単純操作。ただしレバーを回すゲーム「一番削り」は8方向に入力する必要があるため、4方向レバーではクリアできない。
- 前作よりも序盤のタイム設定に余裕があるゲームが多く、標準設定ではステージ1でタイムが22秒から始まるゲームが7つもある（煎餅・カエル・猿・銭型・UFO・移るんです・ロケット）。ただし後半は相変わらずタイム設定が厳しい。
- デモ画面ではどのミニゲームもタイムが30秒になっているが、実際のゲームで30秒の設定があるのは機関車のみ。
- ステージ1は全ゲームがノルマ3、ステージ2は煎餅・機関車・銭形だけがノルマ3で他の17ゲームはノルマ5、ステージ3からステージ4の2人目までは全ゲームがノルマ5、ステージ4の3人目以降が全ゲームノルマ7になる。クリアするには少なくとも、ノルマ7の難易度でクリアできるゲームが8つ以上ないと苦しい展開になる。機関車やクレーンなどをノルマ7で選ぶとクリアに時間もかかる。また、前述のように「一度選んだゲームはそのステージでは出ない」為、ある程度ゲーム選択の順序も考える必要がある。
- 二酸化ガンマン・奥様は窓・私の通過待ち・振り振り天国はノルマ数以外の難易度が一切変化しない。この4ゲームは基板の設定の影響も受けないので、ステージ2からステージ4の2人目まではノルマ5で全く同じ難易度となる。
- ミニゲームの選び方にもよるがオールクリアにはおよそ1時間を要する。
- Luckyパネルはステージ2で1回、ステージ3は1〜2回（ランダム）、ステージ4は2〜3回（ランダム）登場する。NORMAL設定なら最大でライフ12個（EASY設定ならライフ13個）でクリアすることも可能である。
- 基板の設定はEASY／NORMAL（工場出荷時の標準設定）／HARD／VERY HARDがあり、EASYだとライフは1つ多い4つでスタートする。一方VERY HARDではライフは2つでスタートする。『タントアール』のようにNORMAL以上でLucky時に難しいゲームが出現しやすくなるという仕様は、先述の「一度選んだゲームはそのステージでは出ない」システムのため本作には採用されておらず、仕様書にも記されていない。
- エンディングの後のキャスト紹介の後、ネーム入力となる。このネームは基板の設定を変えない限りバックアップされる。前作とは異なり、左側が1P側、右側が2P側のネームになるように固定されている。
- アーケードゲーム雑誌『ゲーメスト』で本作が紹介された際は、デモ画面の12ゲームに加えてチキチキチキンレース・くっ月ロケット・カンオケBOX・ベートー弁当う〜運命を加えた16ゲームが先に紹介された。これらはセガが発行した販促チラシに掲載されていたミニゲームである。残りの4ゲームはある程度の攻略記事が進んでから紹介されたが、奥様は窓以外の3ゲームは最後まで正式ゲームタイトルが掲載されずにUFO・ワープ・バッターと記載された。

## 移植版
移植版は、ステージ・ゲームレベルに応じた各ミニゲームのタイムが固定のものを除き、業務用と異なるものが多い。ほとんどは移植版の方が甘くなるが、PS2版などは極端に厳しくなったり（煎餅など）、原則タイムが固定されている二酸化ガンマンですらタイムが減らされる。
メガドライブ版
1995年1月13日、セガから発売。アーケード版の移植となっているが、以下の相違点がある。
- アドバタイズ画面の時点ではタイム表示が0のままで、ゲームスタートすると同時にタイムが表示される。
- 「まサカナ？」は出現のパターンが変わっており、アーケード版の攻略がやりにくくなっている。
- 「せんべい焼くべぇ」「移るんです HOY」ではレバーを入れたままでカーソルやキャラクターが動くようになっている。
- 「ロイヤル猿～ン」や「機関車トーマラズ」では2問目以降の開始時のカーソルの位置が前の問題での最終位置になっている（業務用では左上に固定）。
- 「ベートー弁当・う〜運命」等のミニゲーム効果音がハードの仕様上による差し替えがある。
- 「一番削り」は先述の通り操作方法そのものが異なる。
- アーケードモードで、ステージ1やステージ2の1人目など業務用では表示されない場所でLuckyが出現することがある（業務用ではステージ1や各ステージの1人目にはLucky自体が出現しない）

また、アーケードモードの他に好きなゲームを選んでプレイできるフリーモード、4人まで参加できるドラゴン退治のコンペモード、RPG風のクエストモードが追加されている（後述）。
オプションでは難易度・クレジットの設定変更の他、サウンドテストができる。本作では使われていないタントアールでの効果音も収録されている。
ゲームギア版
1994年11月25日、『イチダントアールGG』のタイトルでセガから発売。アーケード版・メガドライブ版のミニゲーム20種類の内12種類が未収録だが、ゲームギア版オリジナルのミニゲームが5種類（ファイナルステージ含む）追加されている。
セガサターン版
1996年12月27日、『SEGA AGES/廊下にイチダントアール』のタイトルでセガから発売。「クイズ廊下に立ってなさい!」とのカップリング移植である。メガドライブ版と同じくフリーモードが追加されており、4人プレイが可能（3人以上のプレイでは周辺機器「マルチターミナル6」必須）。
PlayStation 2版
2004年1月15日、『セガエイジス2500シリーズ Vol.6 イチニのタントアールとボナンザブラザーズ。』のタイトルでセガから発売。前作の『タントアール』、主人公キャラのイメージが共通する『ボナンザブラザーズ』とのカップリング移植である。ゲームのストーリーや選択画面、ボーナスステージ、エンディング等は『タントアール』に準じている。『イチダントアール』の世界観はカットされているが、ミニゲームはボーナスステージ、ラストゲームを除いて全て収録されている。
携帯アプリ版
セガから発売されているSoftBank用の携帯アプリ『タントアール』で、このゲームに収録されたミニゲームの一部をプレイすることができる。
Wii バーチャルコンソール
メガドライブ版が2007年7月17日から配信されていた（要600Wiiポイント）が、「Wiiショッピングチャンネル」のサービス終了に伴い、2019年1月31日14時59分を以って配信が終了した。既にダウンロード・購入し本体や記録媒体に収録されているものについては、当面はプレイ可能。
Nintendo Switch版
2018年よりセガゲームス（当時の社名）がNintendo Switchで展開中したSEGA AGESシリーズ（以下「Switch版」）の1つとして、日本国内では2019年9月26日にダウンロード専売でリリースされた。国内版と海外版をほぼ完全移植した版を「アーケードモード」として同時収録しているほか、後述する「メガドライブ（版オリジナル）モード」も収録された決定版的内容となっている。このほか、アーケードモードにはシリーズ初のインターネットを用いた「ネットワークプレイ」機能も付いている。
* Switch版開発エピソード
- 「アール」シリーズから本作が選ばれたのは「SEGA AGES」のコンセプトとして全世界配信を基本にしている為、前作『タントアール』に海外版は存在しなかったので（海外版が存在する）本作が選ばれた。
- もう一つの理由として、移植を担当したエムツー社のディレクターから「（SEGA AGESシリーズの移植ラインナップは）過去に移植ノウハウが蓄積されているメガドライブのアーキテクチャと共通する点が多々ある業務用基板・C2ボードの移植を中心にしたい」との提案があったため。『2度あることはサンドア〜ル』と『対戦タントアール サシっす!!』（に使われている業務用基板・ST-Vから）の移植検討は当初から無かった。
- 当初「メガドライブモード」の収録は予定に無く、シリーズスーパーバイザーである奥成洋輔の要望による後出しで実現した。

アストロシティミニ版
セガグループの1社であるセガトイズが、往年のセガ製汎用アーケードゲーム用筐体「アストロシティ」をモチーフにハイターゲット向けのホビーマシンとして2020年12月に発売する「アストロシティミニ」に収録。基本的にアーケード版オリジナルそのまま収録だが、いわゆる「どこでもセーブ」などが出来るようになる。
なお、本機には、アーケードゲーム版の前作『タントアール』も同時収録されている。
メガドライブ ミニ2版
セガが「メガドライブ2」をモチーフに2022年10月に発売する「メガドライブ ミニ2」に収録。メガドライブ版の移植で、エムツーが開発を担当した。

## メガドライブ版オリジナルモード
コンペモード
（ストーリー）ある国で、突然ドラゴンが暴れ始めた。困った王様は国中におふれを出し、ドラゴンを退治できる人物を募った。腕に自信のある者は、こぞってドラゴンの住む城を目指す。その中にはアーケードモードで活躍した2人の騎士（1P・2P）もいた。また彼らに負けじと、アーチャー（3P）や魔法使い（4P）も加わった。
- 1〜4人でプレイ可能。

* メガドライブで3人以上のプレイをする場合、周辺機器「メガタップ」をコントローラ端子に接続する必要がある。
* Wii版・Switch版では本体の機能としてマルチプレイが可能なので、プレイする人数分のコントローラがあればOK。
- 参加者エントリーが終了したら「旅の長さ」（ゲーム数）を決定し、スタートのルーレットを誰が回すかを決める。
- 最初のプレイヤーがルーレットを回し、出た数字の数だけマス目を進む。マス目に描かれているミニゲームで勝負。
- このモードはライフの概念がなく、コンティニュー・ゲームオーバーもない。ポイント制であり、勝利するとプラス1ポイント、ミスするとマイナス1ポイントになり、一番早く規定ポイント数に達したプレイヤーが勝利となる。
- 2回目以降は勝利プレイヤーがルーレットを回す。これを既定の数だけ繰り返し、一番勝利数の多いプレイヤーがドラゴン退治ゲームに挑める。
- トップのプレイヤーがゴール近くになったり、トップとビリに差が開くと「CHANCE!」イベントが発生する。これに勝利するとトップとの位置を入れ替わることができる。
- 最初にゴールしたプレイヤーだけが、ドラゴンとのボスゲームに挑むことができる。　

クエストモード
（ストーリー）平和な日々を送る王国に、ある日突然魔王が現れた。魔王は姫を人質に城を乗っ取り、結界を張ってしまった。魔王を倒すには、各地に散らばる賢者の石を集め、城の結界を破らなければならない。旅に出ていた騎士はある村でその話を聞き、賢者の石を集める旅に出発した。
- 1〜2人用。ただし移動やゲーム選択権などはすべて1P側になっている。　
- 各地に存在する碑石にある賢者の石を5つ集めて、魔王を倒すのが目的。碑石の場所は各地の村で情報を集めて探さなければならない。
- 道中では魔王の手下が出現し、ゲームを出題して戦いを挑んでくる。クリアすると勇者ポイントが入り（2人プレイの場合は勝利プレイヤーにのみ加算）、一定ポイントでレベルアップし、ライフが回復する。99ポイントでカンストとなり「勇者」となるが、それ以上はライフが増えなくなる。
- 碑石にたどり着くと賢者が現れ、ゲームを出題してくる。クリアすると賢者の石が手に入る。
- ボーナスポイントがフィールド上に存在し、そこに入ると無条件でライフが1つ回復する（1箇所につき1回のみ）。
- このモードはアーケードモードと違って、ライフは9つまでしか持つことができない。
- ミニゲームのノルマは常に3で固定されている。
- 結界を破るとアーケードモードと同じボスゲームになり、クリアするとエンディング。アーケード版には無かったスタッフロールがある。また、この中では本編には存在しないボーナスステージやラストゲームのミニゲームマークが表示される。
- 勇者ポイントを99にすると前述のように勇者となり、ゲーム中で使用できる裏技が公開される。プレイヤー1とプレイヤー2で公開される裏技が異なる。
- 賢者の石を5つ集めた状態である場所へ移動すると、隠しステージ「かいはつしゃの国」へワープできる（元に戻ることはできない為、終えるにはリセットするしかない）